# Extrémy počasí v Česku

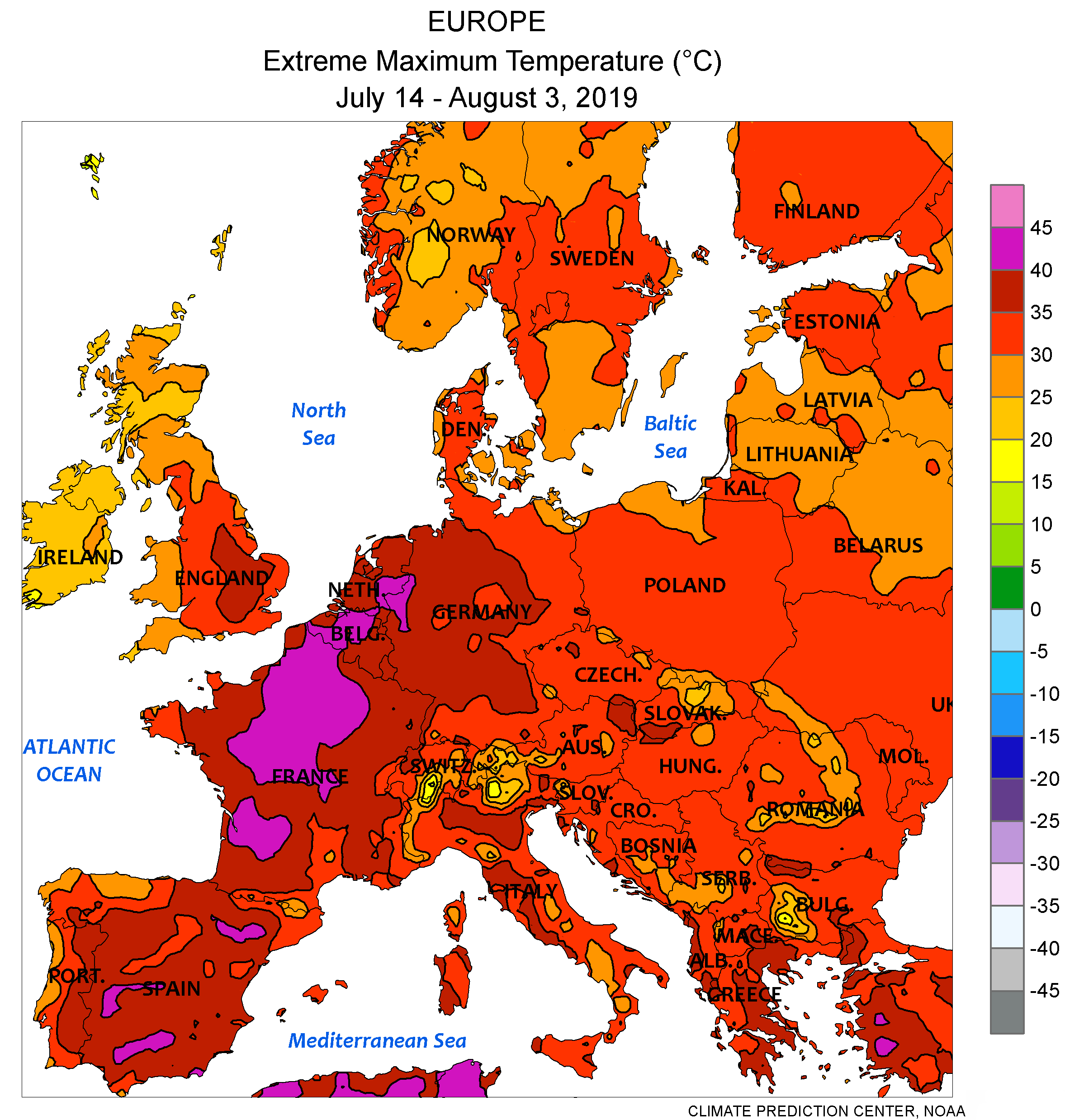
Extrémní vedra v Evropě v červenci 2019

Přehled extrémů počasí v Česku uvádí krátkodobé výkyvy (extrémy počasí) i trvalejsí změny podnebí Česka, součást klimatických změn planety Země. Extrémní jevy jsou založeny na historii zaznamenaného počasí a jsou definovány jako počasí v nejméně obvyklých deseti procentech záznamů.

## Klimatické a meteorologické jevy
Atlas podnebí Česka popisuje růst průměrné teploty v ČR v období 1961–2000. Oteplování bylo nejvýraznější v zimě a na jaře, nevýznamné na podzim. Nejteplejší rok v historii měření byl rok 2018 s průměrnou teplotou 9,6 °C (odchylka +1,7 °C od normálu 1981–2010), druhým nejteplejším byl rok 2019 s průměrnou teplotou 9,5 °C, dále to byly roky 2014 a 2015.
Snižují se počty dní se sněhovou pokrývkou. Sněhu ubývá v nížinách i na horách. Změny klimatu jsou průkazné i v živé přírodě. Z pozorování v moravských lužních lesích vyplývá, že v období 1961–2000 se zde posunulo do dřívější doby rašení listů u vybraných druhů stromů a kvetení keřů a bylin. U ptačích druhů byl zaznamenán posun začátku hnízdění.
Hlavními projevy globálního oteplování v ČR údajně budou dlouhodobé sucho, povodně, zvyšování teplot, vydatné srážky, vlny veder, extrémní vítr a přírodní požáry.
Vyskytly se také významné blesky a bouře (i sněhové), kroupy, ledovkové kalamity, inverze a mlhy, námrazy a náledí, kyselé a přívalové deště i tuhé zimy.
- Bouře v Česku (kategorie)
- Lesní požáry – K požárům dochází z přírodních příčin (sucho, blesk) ale také z činnosti člověka. Požár může být lidmi způsoben neúmyslně nebo naopak úmyslně založen (žhářství či žďáření). Počasí (sucho, vítr) však vždy výrazně ovlivňuje četnost, rozsah, trvání a vzniklé škody.
- Povodně v Česku (Seznam povodní v Česku)
- Přívalový déšť – V roce 2008 přívalový déšť spláchl ornici a bahno z polí nad vsí Olešná.[8] V roce 2012 se přehnala bouřka s přívalovým deštěm nad Rokycanskem. Např. vsí Němčovice protekla voda a ornice, která se nevsákla na kukuřičném poli nad vsí.[9] V roce 2013 zaplavil přívalový déšť část pražské čtvrti Karlín.[10]
- Tornáda v Česku (Seznam tornád v Česku)
- Sucho – Do roku 1900 jsou známa sucha z let 1417, 1616, 1707, 1746, 1790, 1800, 1811, 1830, 1842, 1868, 1892 a 1893.[11] Sucha se ale v českých zemích vyskytovala průběžně.[12] Od počátku dvacátého století bylo sucho zaznamenáno v letech 1904, 1911, 1921, 1947, 1976, na počátku 90. let 20. století, v roce 2003, v roce 2015 (to lokálně přetrvalo do roku 2017) a také v roce 2018.

## Časový přehled (vybrané události)
- Tornádo v Praze 1119
- Zima 1929 v Evropě
- Velký smog 1952
- Uhelné prázdniny 1979 (reakce na extrémní mrazy)
- Krupobití 1986 – V ČR byly oficiálně zaznamenány největší kroupy v srpnu roku 1986 o velikosti až 12 cm. V obci Chotutice zničily většinu střech.[13][14]
- Krupobití v Praze 2010
- Požár Bzenecké Doubravy 2012
- Ledovková kalamita v Česku 2014
- Sucho v Česku 2015–2020
- Evropská studená vlna v lednu 2017. Období mimořádně chladného zimního počasí zasáhlo východní a střední Evropu a způsobilo přes 70 úmrtí.[15][16]
- Orkán Herwart 2017 – Cyklóna Herwart ve střední Evropě vyprodukovala silný vítr o rychlosti orkánu (118 km/h). Nejvyšší naměřené nárazy větru se vyskytly na Luční boudě – 182 km/h. V ČR se jednalo o nejhorší orkán za posledních deset let.
- Bouře Fabienne 2018 – V nižších polohách ČR byl naměřen nejvyšší náraz větru ve městě Dolní Roveň – 34 m/s (122 km/h), který v okolí způsobil utržení střešních tašek a několika mohutných větví stromů. Mezi 19. a 20. hodinou se v Čechách v důsledku bouřek vytvořila nejméně 2 tornáda o intenzitě F1. Více viz článek Orkánová sezóna 2018/2019.
- Cyklóna Siglinde 2018 – Na Milešovce dosáhl náraz větru až 120 km/h, na Sněžce téměř 168 km/h.[17][18] V polohách pod 600 m n. m. byl nejsilnější vítr zaznamenán v Dukovanech (Vysočina) – 83 km/h a Luké (Olomoucký kraj) – 87 km/h. V Karlovarském kraji zřejmě způsobil vítr pád stromu na silnici, do něhož následně narazily 2 auta a 2 lidé utrpěli zranění.[19]
- Seznam meteorologických extrémů v Česku 2020
- Tornádo na Břeclavsku a Hodonínsku 2021.